# 貫井りらん
貫井 りらん（ぬくい りらん、1984年5月1日 - ）は、日本の女優。RIN名義でラッパーとしての音楽活動も多い。東京都出身。神奈川県小田原市育ち。
芸能事務所アートプロモーション所属。

## 経歴・人物
- 劇団湘南テアトロ☆デラルテ（俳優・声優郷田ほづみ主宰）出身。一時は郷田ほづみのラジオ番組でサブパーソナリティーを担った。
- 2014年5月、"JUST ANOTHER feat RIN.あおりんご" に参加し、ラッパーとしての活動を開始[2]。なお女性のラッパー（フィメールラッパー）が日本で発展途上だった比較的早い時期から「フィメールラッパー」としての活動を開始したことになる。
- 2015年8月、配信限定ミニアルバム「艶色七変化」を発表。
- 2016年10月に、1stアルバム「輪廻」を発表してからは「RIN」もしくは「RIN a.k.a 貫井りらん」名義でのラッパーとしての活動に重点を置いている[3]。女優出身のラッパーは珍しい。
- 犬好きで、動物愛護活動にも参加している。

## 出演

### 舞台
- 湘南アクターズJr公演「早く大人になりたいの」（2000年、主演）
- 湘南アクターズ第2回公演「煙が目にしみる」（2001年）
- 湘南アクターズ第3回公演「誰かが誰かを愛している」（2002年）
- 湘南アクターズ第4回公演「アルジャーノンに花束を」（2003年）
- 湘南アクターズ第5回公演「幸せのアルデンテ」（2003年）
- 湘南アクターズ第6回公演「想い出のガーデニア」（2004年）
- 湘南アクターズ第7回公演「微笑みのサムシング」（2005年）
- 湘南アクターズ第8回公演「天使のいる珈琲店」（2005年、主演）
- 湘南アクターズ第9回公演「幸せのアルデンテ」（再演）（2006年）
- 湘南アクターズ第10回公演「想い出のガーデニア」（再演）（2007年）
- 湘南アクターズ第11回公演「シロツメクサの花咲く」（2008年、主演）
- 青春事情第5回公演「free way」（2008年）
- 名古屋御園座 武田鉄矢公演「母に捧げるバラード」（2008年）
- 第6回神奈川演劇博覧会「はちみつ テイテスィングVer.」（2009年、主演）
- 湘南アクターズ第12回公演「はちみつ フルコースVer」（2009年、主演）
- ゴジゲン第7回公演「ハッピーエンドクラッシャー」（2009年）
- Pete'sParking×青春事情Presents「姫が愛したダニ小僧」（2009年）
- 第2回ルナティック演劇祭「はちみつ テイスティングVer.」（2009年、主演）
- 第7回神奈川演劇博覧会「ふしぎちゃん ハローVer.」（2010年、主演）
- 湘南アクターズ第14回公演「ふしぎちゃん ハロー＆グッバイ」（2010年、主演）
- 下北沢 本多劇場 Joecompany「THE KIDS」(2010年)
- 青春事情第8回公演 「ロボと暮らせば」 (2010年)
- 第2回せんがわ劇場演劇コンクール -FC東京のある街-「You'll Never Walk Alone」(2011年、 グランプリ、オーディエンス賞、W受賞)
- 青春事情第9回公演 「静かの海」 (2011年)
- 青春事情第10回公演「SINGLES」（2012年）
- 青春事情第11回公演「パンザマスト」（2012年）
- 銀座 博品館劇場 第18回なぎプロプロデュース「小さな奇跡の物語」（2013年）
- ズッキュン娘 第4回公演「2番目でもいいの♡」（2014年）

### 映画
- 女色 -めいろ-（2010年）

### テレビドラマ
- 西村京太郎サスペンス 十津川警部シリーズ41 寝台特急殺人事件（TBS）
- 捜査検事・近松茂道9 安寿と厨子王伝説殺人事件（テレビ東京）
- 沈黙の目撃者 動物病院彩子の事件カルテ（テレビ東京）
- トミカヒーロー レスキューフォース（テレビ東京）
- 栞と紙魚子の怪奇事件簿（日本テレビ）

### ラジオ
- トゲなら抜いて（FMおだわら、サブパーソナリティー）
- GIRLling TALKing（FMおだわら、メインパーソナリティー）

### 司会
- 箱根大文字焼祭（2010年）
- 湯本夢夏祭（2011・2012年）
- 湯本産業祭（2011年）
- 芦ノ湖スワンボートレース（2013年）

## 楽曲
- Mini Album「艶色七変幻」（2015年8月7日リリース）

1. CARNIVAL feat.ERONE（韻踏合組合）, YOUNG HASTLE, K.E.N
2. とおりゃんせ
3. GOOD BYE feat.狐火
4. Boku No Outa
5. JUST ANOTHER REMIX feat.USU aka SQUEZ, NIHA-C, KAKU
6. 今も
7. JUST ANOTHER REMIX Instrumental On Hook

- 1st アルバム「輪廻」（2016年10月19日リリース）

1. Rosario feat. KEN THE 390
2. とおりゃんせ (remaster ver.)
3. 陽炎 feat. 輪入道
4. 踊 feat. 黄猿 & 磯友
5. Just Another (acoustic ver.)
6. 同じ月 feat. Meiso
7. Boku No Ohanashi
8. Boku No Outa (acoustic ver.)
9. Music feat. 空也MC
10. 笑ってたい

- 「スナック」（2018年1月）